# Nya (Rapper)
Nya (* 1970) ist ein Schweizer Rapper.

## Leben und Wirken
Nya lebte in seiner Jugend mehrere Jahre in den USA, wo er zunächst durch Linton Kwesi Johnson und Benjamin Zepheniah beeinflusst wurde und dann den Hip-Hop von Grandmaster Flash und Afrika Bambaataa und die Gruppe Run-D.M.C. entdeckte.
1990 zog er nach Lausanne, wo er Politikwissenschaft studierte. 1991 gehörte er zu den Gründern der Rap-Gruppe Real Audio Warfare. Mit dem Keyboarder Pierre Audétat und dem Rapper Ndagijé gründete er 1992 die multikulturelle Gruppe Silent Majority, der der Bassist Marcello Giuliani, der Schlagzeuger Christophe Calpini und DJ Goo beitraten und mit der er zwei Alben und eine EP aufnahm. Seit Mitte der 1990er Jahre arbeitete Nya regelmässig mit dem Elektrojazzer Erik Truffaz zusammen. Zwischen 1996 und 2002 unternahm er weltweite Tourneen mit ihm und wirkte an mehreren seiner Alben mit.
Seit 1999 schreibt er eigene Tracks, die er erstmals 2001 mit Pierre Audétat aufführte. Dann arbeitete er u. a. mit Patrick Muller Escape, DJ Goo, den Gruppen Mobile in Motion, Stade und der von Jan Galega Brönnimann initiierten Band Brink Man Ship zusammen. In den letzten Jahren trat er vor allem mit der Jazzband Sknail auf.

## Diskografie
- Silent Majority La Majorité Silencieuse (1993, mit Longineu Parsons, Robin Kenyatta u. a.)
- Silent Majority Curfew (1995)
- DJ Goo: Zig Zag Zen (Unit Records, 1997)
- Silent Majority Nightbloomers (1998)
- Erik Truffaz: The Dawn (Blue Note, 1998)
- Erik Truffaz: Bending New Corners (Blue Note, 1998)
- Mobile in Motion: Far Beyond My Thought Control (Synchrovision, 2002)
- DJ Goo: Deeper Shades of Soul (Synchrovision, 2003)
- Erik Truffaz: Saloua  (Blue Note, 2005)
- Brink Man Ship: The Right Place to Be Lost (Unit Records, 2005)
- Erik Truffaz: Arkhangelsk (Blue Note, 2007)
- Brink Man Ship: Willisau ft. Nils Petter Molvaer (Unit Records, 2008)
- Mobile in Motion: Shadows of Danger (Absinthe Music, 2008)
- Art Bleek: Urban Watcher E.P. (Loungin’ Records, 2008)
- Brink Man Ship Instant Replay (Unit Records, 2011)
- SKNAIL Snail Charmers (Unit Records, 2015, mit Yannick Barman, Guy-François Leuenberger, Philippe Ehinger, Alain Dessauges, Patrice Moret)
- Simon Spiess Trio Stardance (Unit Records, 2016, mit Bänz Oester, Jonas Ruther)